# 突袭4
《突袭4》是一款以二战为背景的即时战术游戏，是突袭系列的第四代，也是该系列的第五部作品。这是突袭系列首次登陆游戏机平台。游戏内包含有中文版及中文配音。

## 追加下载内容
- 敦刻尔克之路（Road to Dunkirk）
- 芬兰：冬季风暴（Finland: Winter Storm）